# 社会百面相
『社会百面相』（しゃかいひゃくめんそう）は、1902年（明治35年）に出版された内田魯庵の小説集。1900年（明治33年）から雑誌『太陽』に連載された短編が収録されている。日清戦争後の小ブルジョア社会に巣食う官僚や実業家、それを目指す大学卒業生たちの、勘定高く自堕落で享楽的な生態を、戯作風に描いている。よく取材された具体的記述でもって、あたかも裏事情を知った作者が実話を暴露しているかのように生き生き描かれているのが特徴。
なお、戦後刊行された岩波文庫版には、刊行前年発禁処分にされた『破垣』も収録されている。

## タイトル
- 学生、貧書生、労働問題、官吏、新聞記者、教師、精神家、教育家、新学士、新高等官、温泉場日記、閨閥、貴婦人、新妻君、女学者、新詩人、ハイカラ紳士、宗教家、猟官、代議士、増税、虚業家尺牘数訓、台湾土産、青年実業家、失意政治家、老俗吏、古物家、老作者、変哲家、時代精神!?（以上が「社会百面相」のタイトルのもとに雑誌に掲載された）
- 鉄道国有
- 投機
- 電影
- 破調
- 犬物語（漱石の『猫』の先駆作品）
- 矮人巨人
- 天下太平なる哉

## 引用にみる魯庵の批評精神
- 「世の中に新聞記者ぐらい愉快なものは無い、先づ俺も此地位に有附いたのが幸い、表面には縦横に勝手な議論をして盛んに自分の名を売出し、裏向では社会に羽振りの好い権門貴戚に出入して自分の人物を広告し、甘い儲け口があったら首尾よく攫みたいものじゃ。」（「新聞記者」）

- 「御規則通りの時間割を守って、偶には所労届けをして生徒の人望を博し、折々は修学と名を附て校費で旅の気散じをやり、試験は成るべく楽にしてとにかく生徒が怠けても及第出来るような都合をしてやり、富豪や勢力家の子弟には人の目に付かないだけの特別の斟酌をし、」（「教師」）

- 「文学なんてものは言語に面白味があるんですから余程深く母国語に熟し且人情風俗に通じていませんとね、迚も字引と注釈をあてにコツコツ意味をお取りなさる日本の方には十分解る筈はありませんさ。」（「女学者」）

- 「日本全国を代表する議会が国民全体の利害を度外に置いて各々の選挙区の利益を重んずる傾きがあるわけで、」（「代議士」）

- 「併し君、内地でも金儲けするには矢張役人を抱き込まないと甘い汁が吸えないわ。女を抱かせる、別荘を献上する、利益分配を予約する、役人ぐらい欲張ったものは無いさ。併し君、妙だよ。女を抱かせるのが一番効能がある。」（「台湾土産」）

- 「元来実業界の先輩と威張ってる奴らは、成上りの大山師か、濡手で粟の御用商人か、役人の古手の天下ったのか、こういう連中のお揃いだから真の文明流のビジネスを知っている者は無い。」（「青年実業家」）

- 「我輩が当局者なら先づ手厳しく政府の改革を断行して、従来冗費を濫りにして却て政務の挙がらなかったを国民に赦罪してから然る後に増税を持出す。」（「失意政治家」）

- 「大臣が平凡なのは古来から定っている。畢竟属僚の傀儡に過ぎないのだ。」（「変哲家」）

## 書誌
- 『社会百面相』博文館、1902年6月。 NDLJP:886646
- 『社会百面相』上・下 岩波書店〈岩波文庫〉、1953年 - 1954年。
- 『内田魯庵全集 11 小説 3』野村喬編 ゆまに書房、1986年8月。